# Değirmenönü, Alaca
Değirmenönü là một xã thuộc huyện Alaca, tỉnh Çorum, Thổ Nhĩ Kỳ. Dân số thời điểm năm 2010 là 96 người.